# Firebird (gruppo musicale)
I Firebird sono un gruppo musicale blues rock britannico fondato da Bill Steer (ex Napalm Death e Carcass ) nel 1999.

## Storia
Lo stile musicale del gruppo, con reminiscenze dei gruppi rock degli anni settanta come i Cream, si allontana di molto dai precedenti lavori di Steer con i Napalm Death ed i Carcass. La formazione ha visto l'avvicendarsi di molti bassisti e batteristi, con la costante del solo Steer alla chitarra ed alla voce.

## Formazione

### Formazione attuale
- Bill Steer - voce, chitarra, armonica a bocca (1999 - oggi)
- Greyum May - basso (2009 - oggi)
- Ludwig Witt - batteria (1999 - 2001, 2005 - oggi)

### Ex componenti
- Leo Smee - basso (1999 - 2001)
- Roger Nilsson - basso (2002)
- George Atlagic - batteria (2002)
- Alan French - batteria (2002 - 2004)
- Al Steer - basso (2003 - 2006)
- Harry Armstrong - basso (2006 - 2007)
- Smok Smoczkiewicz - basso (2007-2009)

## Discografia parziale

### Album in studio
- 2000 - Firebird
- 2001 - Deluxe
- 2003 - No. 3
- 2006 - Hot Wings
- 2009 - Grand Union
- 2010 - Double Diamond